# 八巻建弐
八巻 建志（やまき けんじ、男性、1964年（昭和39年）8月18日 - ）は、神奈川県出身の空手家（極真空手七段）・元俳優。本名は八巻 健二（読み同じ）。かつては八巻 建弐（読み同じ）名義で活動していた。極真空手史上初のグランドスラム達成者。

## 人物
ウエイトトレーニングによって打撃力強化のみならず、防御のための鎧として筋肉を極度に発達させ、極真パワー空手の体現者として「超巨大戦艦」と呼ばれ、極真会館史上初のグランドスラム（百人組手達成・全日本ウェイト制空手道選手権大会優勝・全日本空手道選手権大会優勝・全世界空手道選手権大会優勝）を成し遂げた。
世界大会優勝後に現役引退した際、数多くの格闘技団体からスカウトされたが、人と同じことをしたくない”、“エンターテイメント的な試合はしたくなかったという理由で全て断っていた。
極真会館退会後は、アメリカ合衆国に渡り、八巻空手を主宰していたが、 2022年（令和4年）極真会館の総本部師範に復帰。

## 来歴
- 1980年（昭和55年） 極真会館城南支部広重道場に入門
- 1986年（昭和61年） 第18回オープントーナメント全日本空手道選手権大会 3位
- 1987年（昭和62年） 第4回オープントーナメント全世界空手道選手権大会 ベスト32
- 1988年（昭和63年） 第20回全日本空手道選手権大会 3位
- 1989年（平成元年） 第21回全日本空手道選手権大会 優勝
- 1990年（平成2年） 第22回全日本選手権大会 8位入賞
- 1991年（平成3年） 第5回全世界空手道選手権大会 5位入賞
- 1992年（平成4年） 第24回全日本空手道選手権大会 7位入賞
- 1993年（平成5年） 第25回全日本空手道選手権大会 7位入賞、第10回オープントーナメント全日本ウェイト制空手道選手権大会 重量級 優勝
- 1994年（平成6年） 第26回全日本空手道選手権大会 優勝
- 1995年（平成7年） 百人組手完遂、第6回全世界空手道選手権大会（※極真会館（松井館長）主催） 優勝
- 1999年（平成11年） ドラマ「サラリーマン金太郎」（TBS）出演
- 2000年（平成12年） TVCM 「X Fire」出演、映画 「陰陽師」出演
- 2002年（平成14年） 極真会館を退会し、八巻空手をアメリカ合衆国カリフォルニア州カルバーシティに設立
- 2003年（平成15年） 映画 「陰陽師II」出演
- 2005年（平成17年） 八巻空手をカリフォルニア州トーランスに移転
- 2022年（令和4年） 極真会館復帰、総本部師範就任。

## 映画
「パニッシャー」出演
「餓狼伝」 主演

## 写真集
「極真空手八巻建志写真集」（双葉社）発行

## 備考
- 大山倍達は生前、「マイク・タイソンと八巻が試合をしたら、タイソンは3分ももたない」と語っていた。

## 関連人物
- 大山倍達
- 廣重毅
- 松井章圭
- 増田章
- 黒澤浩樹
- 堺貞夫
- 岩崎達也
- 数見肇
- フランシスコ・フィリォ